# حکمت حاجی‌اف
حکمت حاجی‌اف (ترکی آذربایجانی: Hikmət Fərhad oğlu Hacıyev؛ زادهٔ ۱۵ اکتبر ۱۹۷۹) سیاستمدار اهل جمهوری آذربایجان و مشاور الهام علی‌اف، رئیس‌جمهور این کشور، در سیاست خارجی است. وی همچنین مسئولیت بخش امور خارجه نهاد ریاست جمهوری آذربایجان را نیز به عهده دارد.

## اوایل زندگی و کارنامه و کارنامه دیپلماتیک
حکمت حاجی‌اف در سال ۱۹۷۹ در شهر گنجه آذربایجان شوروی به دنیا آمد. آموزش متوسطه را در مدرسه شماره ۲۴ این شهر پشت سر گذاشت. او دانش‌آموخته رشته روابط بین‌الملل و حقوق بین‌الملل از دانشگاه دولتی باکو می‌باشد. حکمت حاجی‌اف دارای مدرک کارشناسی ارشد از «کالج دفاعی ناتو»، «دانشگاه اروپایی مطالعات امنیتی جورج سی. مارشال» و دانشگاه آزاد بروکسل است. او کارنامه دیپلماتیک خود را در سال ۲۰۰۰ در وزارت امور خارجه جمهوری آذربایجان آغاز نمود. در سال‌های مختلف در نمایندگی جمهوری آذربایجان نزد ناتو و سفارتخانه‌های این کشور در کویت و مصر فعالیت کرد. بین سال‌های ۲۰۱۴ و ۲۰۱۸ تصدی قسمت سرویس مطبوعاتی وزارت امور خارجه جمهوری آذربایجان را عهده‌دار شد.
۹ ژولای سال ۲۰۱۸ از او با اعطای نشان «برای فعالیت برجسته در دیپلماسی» و یک سال بعد هم با اهدای «نشان درجه دوم لیاقت میهن‌پرستی» تقدیر به عمل آمد.
وی بر زبان‌های روسی، ترکی استانبولی، انگلیسی و فرانسوی تسلط کامل دارد.

## مشاور سیاست خارجی
در ۱۸ سپتامبر ۲۰۱۸، حکمت حاجی‌اف به معاونت سیاست خارجی نهاد ریاست جمهوری آذربایجان گماشته شد. ماه نوامبر وی به ریاست این بخش رسیده و ۲۹ نوامبر سال ۲۰۱۹ به عنوان مشاور الهام علی‌اف، رئیس‌جمهوری آذربایجان، منصوب شد.